# RADIO KICK
RADIO KICK（レディオ・キック）は、2010年4月から2013年3月28日まで、ZIP-FMで放送していたワイドプログラムである。

## 概要
キャッチコピーは「今のラジオの常識を覆すような4時間まるごと「やんちゃな」RADIO SHOW!!」。中高生をターゲットとしていた前番組「R18-Radio Eighteen-」から一新し、この番組では主に10代・20代のリスナーをターゲットとし、夜遊び、スポーツ、グルメ、ファッションなどリスナーが気になる新情報を紹介する。

## 放送時間
- 2010年4月 - 2011年3月：毎週月曜 - 木曜日 19:00 - 23:00
- 2011年4月 - 2012年3月：毎週月曜 - 木曜日 20:00 - 23:00（「POWER HOUR」開始により1時間短縮）
- 2012年4月 - 2013年3月28日：毎週月曜 - 木曜日 19:00 - 23:00

## タイムテーブル
| 19:00 - 19:15（月曜日） | DJ-Nanta Non-Stop Mix                          |
| 19:20 - 19:25           | ニュース・天気予報                             |
| 19:35 - 19:45           | OH! MY APPLI                                   |
| 19:55 - 20:05           | The 独占（月曜日）                             |
| 19:55 - 20:05           | 街角インタビュー（火曜日）                     |
| 19:55 - 20:05           | オフィスをキレイにしようキャンペーン（水曜日） |
| 19:55 - 20:05           | レディオリサイクル（木曜日）                   |
| 20:20 - 20:30           | トヨタ自動車大学校 Technical master（火曜日）  |
| 20:30 - 20:50           | TODAY'S KICK                                   |
| 21:15 - 21:20           | LET'S TALK ABOUT AIDS （月曜日）               |
| 21:15 - 21:20           | SAFE YOUR FUTURE（火曜日）                     |
| 21:15 - 21:20           | RADIO CLINIC（水曜日）                         |
| 21:15 - 21:20           | THE SPECIALIST（木曜日）                       |
| 22:00 - 22:30           | MUSIC KICK                                     |
| 22:35 - 23:00（火曜日） | くちびる検定                                   |
| 22:35 - 22:45（木曜日） | KITCHEN FANTASISTA                             |
| 22:55 - 23:00（水曜日） | ヨガって範田紗々                               |

※トヨタ自動車大学校 Technical master及びLET'S TALK ABOUT AIDSは番組終了後、「SWAG #41」（南城が担当）に移動している。

## 主なコーナー

### 現在
OH! MY APPLI
番組が注目するスマートフォンのアプリケーションを1日1個紹介していくもの。紹介したものは番組HPからダウンロードできるようになっている。
The 独占
大学生サークルの活動の様子をRADIO KICKERSという番組スタッフが突撃インタビューする。
街角インタビュー
RADIO KICKERSが大須や栄の街角で突撃インタビューする。スマートフォンを持っている人に対してradikoのアプリケーションをダウンロードさせたり、番宣のための無茶振り（例・番組名を大声で叫ばせる、twitterアカウントを持っている人に対して番組宣伝のツイートを拡散させる、など）を要求したりする。
オフィスをキレイにしようキャンペーン
番組スタッフが企業のオフィスにお邪魔して掃除を行い、オフィスの宣伝を行ってもらう一方、不用品をいただいてくる企画。
レディオリサイクル
リスナーからいらなくなったラジオを募集して、そのラジオを会社や学校に置かせてもらい、番組をさらに聴いてもらおうというプロジェクトを行っている。ラジオ回収強化月間とラジオ設置強化月間がある。
TODAY's KICK
「TODAY's ランキング」では、様々なランキングを取り上げる。その他、日替わりコーナーも存在する。
- 杏優先生の占い（月曜日）

「三鑑占術」なる独自に考案した占いによって、現在旬の外国人アーティストの運勢を占うもの。
- ふらっとNavi（水曜日）

名古屋の会社から気軽に行けるスポットやイベント情報などを取り上げる。
MUSIC KICK
3つのコーナーより成る。最初は10代のリスナーとDJが生電話でトークしてリクエストを募る「TEEN'S REQUEST」、プロモーションコーナーでは出演者が体を張って番組内で課される企画に挑戦してプロモーション時間を稼ぐもの。ゲストコーナーではアーティストへのインタビューが放送される。ゲストが登場しない時は再びリスナーとDJが生電話でトークしてリクエストを募ったりもする（この時は10代限定ではない）。
くちびる検定
おっぱい検定の後続コーナー。番組ホームページに、ある女性のくちびるの写真を載せ、ラジオではその人の声と質問の回答を流し、彼女の血液型を当てるというクイズコーナーである。正解者には、おっぱい検定のときと同じでキャンディがプレゼントされる。
ヨガって範田紗々
範田が様々なヨガのポーズに挑戦していくもの。ただし、直接的に卑猥ではないが読み方によっては暗にそうした印象を持たなくもない微妙な言葉を範田が連発したりもする。

### 過去に放送したコーナー
おっぱい検定
素人の女性に「おっぱい仙人」の南城が質問し、女性の胸の大きさを当てるコーナー。聴衆者からも予想を募集し、正解者に、抽選で「おっぱいの味がするあのキャンディー」をプレゼントする。21:10に正解を発表する。
SEXY DICTIONARY
範田紗々が辞書に載っている言葉のうち、毎回異なる単語（直接的に卑猥ではないが読み方によっては暗にそうした印象を持たなくもない微妙な言葉）を紹介していくもの。2012年10月10日終了。